# La Chapelle-Glain
La Chapelle-Glain é uma comuna francesa na região administrativa da Pays de la Loire, no departamento de Loire-Atlantique. Estende-se por uma área de 34,5 km². Em 2010 a comuna tinha 816 habitantes (densidade: 23,7 hab./km²).